# Cicadula tunisiana
Cicadula tunisiana är en insektsart som beskrevs av Matsumura 1908. Cicadula tunisiana ingår i släktet Cicadula och familjen dvärgstritar. Inga underarter finns listade i Catalogue of Life.